# 黑尾長耳大野兔
黑尾長耳大野兔（學名：Lepus californicus）又稱黑尾傑克兔（英語：Black-tailed jackrabbit），是美國西部與墨西哥北部常見的一種野兔，體長約60公分，重1.4—2.7公斤；雌兔體型大於雄兔。本種為北美原生分布最廣的野兔，東至密蘇里州，南至墨西哥下加利福尼亞與薩卡特卡斯州，現分布範圍正往北美大平原東部擴張，並已被人為引入美國東部多地。黑尾長耳大野兔下已有17種亞種被描述，但此數目可能過多，有學者以外型特徵將本種分為兩大亞種，分別為洛磯山脈與科羅拉多河以西的L. c. californicus與以東的L. c. texianus。
黑尾長耳大野兔分布的環境多樣，包括草地、灌木叢、耕地、濃密常綠闊葉灌叢、帕卢斯、沙漠、落葉林與針葉林等。本種不會遷徙，亦無冬眠行為；以環境中的多種植物為食，為多種猛禽與野貓、野狗、郊狼、短尾貓、加拿大猞猁、赤狐、灰狐與美洲獾等多種掠食者的重要獵物。人類捕獵本種的目的一般為避免莊稼被破壞或休閒之用，而非為食用。